# Vincenzo Zeno-Zencovich
Vincenzo Zeno-Zencovich (Roma, 18 aprile 1954) è un giurista e saggista italiano.

## Biografia
È professore di diritto comparato presso la Facoltà di Giurisprudenza dell'Università degli Studi di Roma Tre e si occupa di diritto privato europeo nonché di media e di nuove tecnologie della informazione e della comunicazione.
Ha pubblicato monografie, saggi e articoli su profili giuridici delle telecomunicazioni e delle nuove tecnologie.
A partire dal mese di aprile 2012 assume la carica di rettore della LUSPIO di Roma.

## Opere
- Onore e reputazione nel sistema del diritto civile, con Renzo Ristuccia, collana Biblioteca di diritto privato, Jovene, 1985,  XX-400 pp, ISBN 978-88-243-0596-9.
- La responsabilità civile da reato. Lineamenti e prospettive di un sottosistema giurisprudenziale, con Francesca Assumma, collana Le monografie di Contratto e impresa, CEDAM, 1989,  X-282 pp, ISBN 978-88-13-16523-9.
- Pubblicità e sponsorizzazione, con Francesca Assumma, collana Diritto e pratica nelle attività cult., CEDAM, 1991,  pp. 140 pp, ISBN 978-88-13-17424-8.
- Il software nella dottrina, nella giurisprudenza e nel DL 518/1992. Con 65 decisioni di giudici italiani, con Ristuccia Renzo, CEDAM, 1993,  X-320 pp, ISBN 978-88-13-18293-9.
- Alcune ragioni per sopprimere la libertà di stampa, con Francesco Cardarelli, collana Il nocciolo, Laterza, 1995,  pp. 96 pp, ISBN 978-88-420-4733-9.
- Il diritto delle telecomunicazioni. Principi, normativa, giurisprudenza, con Francesco Cardarelli, collana Manuali Laterza, Laterza, 1997,  pp. 428 pp, ISBN 978-88-420-5271-5.
- I bizzarri casi dell'avvocato Perelà, con Francesco Cardarelli e Salvatore Sica, collana Diritto e rovescio. Nuova serie, Giuffrè, 1999,  VIII-114 pp, ISBN 978-88-14-07472-1.
- Il codice dei dati personali. Temi e problemi, con Francesco Cardarelli e Salvatore Sica, collana Diritto dell'informatica, Giuffrè, 2004,  X-656 pp, ISBN 978-88-14-11404-5.
- La libertà d'espressione. Media, mercato, potere nella società dell'informazione, con Aldo Frignani e Elena Poddighe, collana Contemporanea, Il Mulino, 2004,  pp. 167 pp, ISBN 978-88-15-09794-1.
- La televisione digitale: temi e problemi, con Aldo Frignani e Elena Poddighe, collana Diritto delle nuove tecnologie, Giuffrè, 2006,  XIII-606 pp, ISBN 978-88-14-12498-3.
- Manuale di diritto dell'informazione e della comunicazione, con Salvatore Sica, CEDAM, 2009,  XV-521 pp, ISBN 978-88-13-29860-9.
- Diritto processuale dei consumatori, con M. Cecilia Paglietti, collana Società, EGEA, 2009,  pp. 224 pp, ISBN 978-88-238-3248-0.
- La nuova televisione europea. Commento al «Decreto Romani», Fuori collana, Maggioli Editore, 2010,  pp. 332 pp, ISBN 978-88-387-5778-5.
- Ci vuole poco per fare una università migliore. Guardando oltre la «Riforma Gelmini», collana Nuovi percorsi, il Sirente, Fagnano Alto, 2011,  pp. 216 pp, ISBN 978-88-87847-31-4.